# زیردریایی یو-۳۳۵
زیردریایی یو-۳۳۵ (به انگلیسی: German submarine U-335) یک زیردریایی بود که طول آن ۶۷٫۱ متر (۲۲۰ فوت ۲ اینچ) بود. این زیردریایی در سال ۱۹۴۲ ساخته شد.